# Мајкл Ротшилд
Мајкл Ротшилд (енгл. Michael Rothschild; Чикаго, 2. август 1942) је амерички економиста и гостујући професор на одељењу за економију Универзитета Калифорнија у Лос Анђелесу, као и бивши декан Универзитета Принстон.

## Биографија
Рођен је 2. августа 1942. у Чикагу. Дипломирао је антропологију на универзитету Reed (1963) и магистрирао међународне односе на Универзитету Јејл 1965. Докторат филозофије стекао је на масачусетском технолошком институту 1969.
Био је професор економије и јавних послова Вилијама Штуарта Тодна, као и декан школе јавних и међународних послова Вудро Вилсон, на Универзитету Принстон од 1995. до 2001. године. Писао је о асиметричним информацијама, доношењу одлука у неизвесности, демографији, инвестицијама, опорезивању, финансијама и процесима одлучивања пороте.
Написао је један од најважнијих чланака из економије Equilibrium in Competitive Insurance Markets: An Essay on the Economics of Imperfect Information са Џозефом Стиглицом. Овај рад излаже прво систематско излагање проблема брања трешње када се осигуравајућа друштва такмиче за купце. У Increasing Risk I: A definition Ротшилд и Стиглиц су увели важан концепт теорије одлучивања о расподели средњег нивоа који води до делимичног редоследа расподеле вероватноће према степену ризика.